# 154991 Vinciguerra
154991 Vinciguerra è un asteroide Amor. Scoperto nel 2005, presenta un'orbita caratterizzata da un semiasse maggiore pari a 1,7048992 UA e da un'eccentricità di 0,3226020, inclinata di 5,63943° rispetto all'eclittica.